# Armação dos Búzios
Armação dos Búzios, amtlich Município de Armação dos Búzios, (kurz auch Búzios) ist ein Ort an der Costa do Sol nordöstlich der Millionenmetropole Rio de Janeiro in Brasilien.

## Geschichte
Seit der „Entdeckung“ durch Brigitte Bardot und Jacques Cousteau im Jahre 1964 gilt Búzios, vormals ein verschlafenes Fischerdorf, als die „Perle der Costa do Sol“ (Sonnenküste) 160 km östlich von Rio de Janeiro. Bis 1997, effektive Umsetzung der Stadtgründung durch Lei Estadual Nr. 2.498 vom 28. Dezember 1995, war Búzios ein Distrikt der Stadt Cabo Frio, seither ist es eine eigenständige Gemeinde mit einer Fläche von 70,278 km² (2016).
Vor allem durch Zuwanderung, auch aus Deutschland, verdreifachte sich seit 1997 die Einwohnerzahl. Die Bevölkerung wurde zum 1. Juli 2018 auf 33.240 Einwohner geschätzt.
Der Tourismus wurde zum wichtigsten Wirtschaftszweig vor dem Fischfang: In Brasilien verzeichnen nur Foz do Iguaçu und die fünf Metropolen (Rio de Janeiro, São Paulo, Salvador, Recife und Brasília) mehr Ausländer-Übernachtungen als das kleine Búzios. Unter Brasilianern gilt Búzios als elitär. Tourismus-Infrastruktur und vielseitige Gastronomie auf hohem Niveau sind – auf geringem Raum – einmalig in Südamerika.
Das Ortszentrum liegt auf einer 16 km² großen, hügeligen Halbinsel. Rings um die Halbinsel liegen 25 Strandbuchten. Auch das ganzjährig ausgeglichene maritime Klima mit geringen Niederschlägen (740 mm im Jahresdurchschnitt) sowie die relative Nähe zu Rio de Janeiro (170 km) tragen zur Beliebtheit von Búzios bei, weiterhin das durch strenge Bauvorschriften recht gut erhaltene Fischerdorf-Ambiente: In Búzios darf nur ein- und zweistöckig gebaut werden, an den meisten Stränden besteht Bauverbot. Große oder mehrstöckige Hotelkomplexe sind in Búzios nicht zu finden, stattdessen zahlreiche familiär geführte Mini-Hotels (Pousadas) und „Guest Houses“.

## Sehenswürdigkeiten
- Capela de Nossa Senhora Desatadora de Nós (Kapelle Maria Knotenlöserin)[4]
- Um und in der Stadt sowie auf den vorgelagerten Inseln befinden sich Teile des Staatsparks Parque Estadual da Costa do Sol.

## Kultur und Freizeit
Außer einem Golfplatz werden dem Búzios-Besucher Wassersport-Optionen geboten. Das in Europa noch relativ unbekannte Tauchgebiet vor Búzios ist kontinental-unabhängig.